# Bataille de Radzymin (1920)
Pour la bataille homonyme de la guerre de la cinquième coalition, voir Bataille de Radzymin (1809) (en)
Guerre russo-polonaise
Batailles
- Offensive vers l'Ouest
- Opération Minsk
- Daugavpils
- Letychiv
- Koziatyn
- Opération Kiev
- Radzymin
- Varsovie
- Komarów
- Rivière Niémen

La bataille de Radzymin eut lieu du 13 au 16 août 1920 durant la guerre soviéto-polonaise près de Radzymin, située à 20 kilomètres au nord-est de Varsovie.

## Contexte historique
Le plan de la bataille pour les deux camps était simple. Les Russes voulaient percer les défenses polonaises à Varsovie, tandis que les Polonais avaient pour but de défendre la zone assez longtemps afin de lancer une contre-offensive sur deux fronts du sud, dirigée par le général Józef Piłsudski, et au nord, dirigé par le général Władysław Sikorski, et repousser ainsi les Soviétiques.

## Déroulement de la bataille
La première phase de la bataille débute le 13 août avec un assaut frontal par l'Armée rouge sur la tête de pont de Praga. Les forces soviétiques capturent Radzymin le 14 août et parviennent à percer les lignes de la 1re Armée polonaise, qui défendait Varsovie à l'Est. Radzymin sera le théâtre de combats acharnés changera de camps plusieurs fois au cours de la bataille. Les diplomates étrangers, à l'exception des ambassadeurs britannique et du Vatican, quittent précipitamment Varsovie.
Après trois jours de combats intenses, la 1re Armée polonaise du général Franciszek Latinik réussi à repousser les attaquants. Radzymin est recapturée par les Polonais, marquant un point tournant dans la bataille de Varsovie. La contre-offensive stratégique sera un succès, repoussant les forces soviétiques hors de la capitale polonaise.